# Jeppe Aakjær
Jeppe Aakjær (Flye, Jutlàndia, 10 de setembre de 1886 - Jenle, 22 d'abril de 1930) fou un novel·lista, poeta i autor dramàtic danès.
D'origen humil, va ser pastor, però als 18 anys aconseguí entrar a la universitat de Copenhage. De retorn a la seva terra, va descriure en termes realistes i polèmics la vida sòrdida dels petits camperols, alhora que contribuïa en gran manera a llur emancipació, per la qual cosa va ser empresonat. La seva extensa obra poètica, parcialment dialectal, li va valer el títol de Robert Burns danès.

## Obres
- 1904 - Els fills de la ira
- 1907 - La vida a la granga Hegns
- 1914 - La joia del treball